# Тімяшево (Міякинський район)
Тімя́шево (рос. Тимяшево, башк. Тимәш) — присілок у складі Міякинського району Башкортостану, Росія. Входить до складу Зільдяровської сільської ради.
Населення — 64 особи (2010; 87 в 2002).
Національний склад:
- татари — 82%